# Theodor Heider

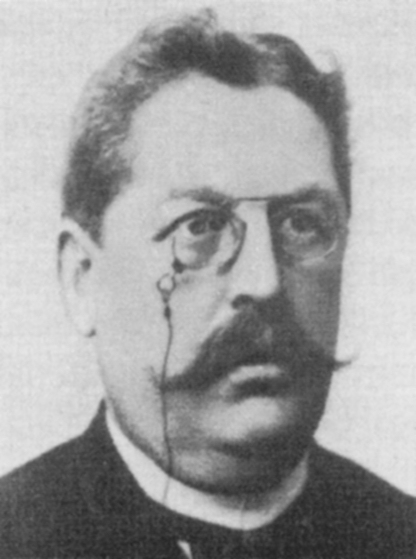
Theodor Heider

Theodor Heider (* 13. Oktober 1837 in Rauschendorf (Königswinter); † 16. August 1913 in Bonn) war ein Geodät und deutscher Politiker.

## Leben und Beruf
Theodor Heider wurde als Sohn eines Landwirts und Geometers geboren. Er besuchte in Bonn das Gymnasium bis zur Unterprima. Ab 1855 machte er eine Ausbildung zum Geometer und machte daraufhin 1863 das Geometerexamen. In Folge arbeitete er als selbständiger Geometer in Oberpleis bei Königswinter.
In der Zeit von 1867 bis 1874 war Heider Bürgermeister der Gemeinde Ruppichteroth, 30 Kilometer östlich von Bonn. Danach übernahm er von April 1874 bis Februar 1882 das Amt des Bürgermeisters von Bensberg, seit 1975 ein Stadtteil von Bergisch Gladbach.
In der Stadtverordnetensitzung vom 8. Januar 1882 wurde Heider für eine 12-jährige Amtszeit zum Bürgermeister der Stadt Steele (1929 zur Stadt Essen eingemeindet) gewählt. Diese Amt hatte er bis Anfang 1894 inne, als er nicht wiedergewählt worden war. In diesem Zuge legte er auch sein Amt als Kreistagsabgeodneter des Landkreises Essen nieder. In Personalunion war er 1885 von der Königlichen Regierung zum Bürgermeister der Bürgermeisterei Steele-Land ernannt worden, zu der seit 1876, nach dem Ausscheiden der Gemeinden Heisingen und Rellinghausen, Überruhr gehörte. 1894 wurde die Bürgermeisterei Steele-Land zur Bürgermeisterei Überruhr umbenannt und personell von der Stadt Steele getrennt. So war Heider noch bis 1903 Bürgermeister der Bürgermeisterei Überruhr und musste dann sein Amt aus Gesundheitsgründen niederlegen. Der Bau des Überruhrer Rathauses an der damaligen Provinzialstraße, heute Langenberger Straße, fiel im Jahr 1895 in Heiders Amtszeit.